# Inger Lise Rypdal
Inger Lise Rypdal, nata Andersen (Lena, 14 dicembre 1949), è una cantante norvegese.

## Biografia
Inger Lise Rypdal è salita alla ribalta con la hit Romeo og Julie (1968), rimasta al vertice della VG-lista per tre settimane consecutive. Fru Johnsen (1968) è riuscita a rimanere al numero uno più a lungo, con nove settimane trascorse in cima alla classifica.
Fra 4 til 70 (1973), vincitore dello Spellemannprisen all'artista femminile pop dell'anno, ha raggiunto la 2ª posizione della classifica norvegese ed è stato promosso dal brano di successo En spennende dag for Josefine, rimasto al numero uno per otto settimane di fila. L'album in studio successivo, Den stille gaten (1974), ha raggiunto il 14º posto in classifica.
Il quinto LP Feeling (1975) ha scalato la graduatoria norvegese fino alla 16ª posizione. Sign Language (1980), invece, si è collocato al 19º posto.
La raccolta I mitt liv  (2005) si è fermata alla 9ª posizione in classifica. Quella successiva, De beste jeg vet (40 slagere fra søttitallet), l'ha scalata fino al 22º posto.

## Discografia

### Album in studio
- 1970 – Inger Lise
- 1972 – Hello-A! (con Stein Ingebrigtsen)
- 1973 – Fra 4 til 70
- 1974 – Den stille gaten
- 1975 – Feeling
- 1977 – Tider kommer - Tider går
- 1980 – Sign Language
- 1982 – Kontakt
- 1983 – Just for You
- 1987 – Till min kära
- 1988 – Romanse (con Lakki Patey)
- 2001 – Inger Lise
- 2007 – Ansikter
- 2014 – Prøysen og øss (con Viggo Sandvik)

### Raccolte
- 1974 – 830 S. - Bak Sølvmikrofonen med Inger Lise og Stein (con Stein Ingebrigtsen)
- 1979 – Inger Lise Rypdal
- 1979 – Før og nå - 15 store suksesser fra 1973 til 1979
- 1981 – Hits gjennom 13 år
- 1989 – Fru Johnsen
- 1997 – Tid
- 2000 – Parade (con Stein Ingebrigtsen)
- 2005 – I mitt liv
- 2010 – De beste jeg vet (40 slagere fra søttitallet)

### Singoli
- 1968 – Romeo og Julie/Det var musikk for meg
- 1968 – Fru Johnsen
- 1969 – Si hva du tenker, min kjære/Finkulturen
- 1970 – Min mann
- 1971 – Mamy Blue
- 1972 – Duka på balkongen/Mot en morgondag
- 1972 – Soley Soley/Det är någonting i luften (I eskilstuna)
- 1972 – Svart magi/Soley Soley
- 1972 – Jeg fant min frihet/En magisk drømmenatt
- 1973 – En spennende dag for Josefine
- 1973 – Denne gården
- 1974 – En spännande dag för Josefine/Regn
- 1974 – Er det plass for oss alle
- 1974 – Nyforelsket 70 år/Regn (con la Pete Knutsens Orkester)
- 1975 – En sång om sorg och glädje/Karls kafé
- 1975 – Etter 50 år
- 1975 – Den stille gaten/Sol i desember
- 1975 – Mine siste sigaretter (con la Pete Knutsens Orkester)
- 1975 – Ni sköna minnen
- 1976 – Voodoo (con Jahn Teigen)
- 1976 – En smak av Sol
- 1976 – Som i en gammel Hollywoodfilm/Driver dugg - Faller regn
- 1976 – Jeg tør å fly/Driver dugg - Faller regn
- 1976 – The Street of Silence/I Wanna Fly
- 1977 – Norsktoppen (con Stein Ingebrigtsen)
- 1977 – Gråt ikke mer, Argentina/Black tulip
- 1978 – Gråt inte mer, Argentina/You Never Done It like That
- 1979 – Marions Ganglåt
- 1980 – Everything That's Part of You
- 1980 – I Want Love/Hooked on the Boogie
- 1980 – I Want Your Baby/I Want Love
- 1980 – Feels like Heaven
- 1981 – Kontakt/La meg gå i fred
- 1982 – Lady Di/Med ryggen til
- 1984 – Vindar
- 1989 – En fremmed går i land/I Want Your Baby
- 2007 – The Love (con DJ Løv e Marius Rypdal)